# 다카야역
다카야역(일본어: 高屋駅)은 일본 야마가타현 모가미군 도자와촌에 위치한 동일본 여객철도 리쿠우사이 선의 철도역이다. 단선 승강장 1면 1선의 구조를 갖춘 지상역이다.

## 이용 현황
| 승차 인원 추이 | 승차 인원 추이 |
| 연도           | 1일 평균       |
| -------------- | -------------- |
| 2000           | 6              |
| 2001           | 8              |
| 2002           | 6              |
| 2003           | 3              |
| 2004           | 3              |

## 역 주변
- 모가미강

## 역사
- 1920년 1월 12일 : 다카야 가승강장으로서 개설.
- 1952년 2월 15일 : 역으로 승격. 다카야역으로서 개업.
- 1986년 11월 1일 : 간이 위탁화.
- 1987년 4월 1일 : 일본국유철도 분할 민영화에 의해, 동일본 여객철도가 승계.
- 2003년 3월 29일 : 간이 위탁 해제, 완전 무인역으로 전환.

## 인접 역
| 동일본 여객철도 리쿠우사이 선 | 동일본 여객철도 리쿠우사이 선 | 동일본 여객철도 리쿠우사이 선   |
| ----------------------------- | ----------------------------- | ------------------------------- |
| 후루쿠치 신조 방면            | ■ 리쿠우사이 선               | 기요카와 아마루메 · 사카타 방면 |